# TMM (Schnellbrückensystem)
Der TMM (russisch ТММ, тяжёлый механизированный мост, auf Deutsch: „schwere mechanisierte Brücke“) ist ein militärisches Schnellbrückensystem aus sowjetischer Produktion. Beim TMM-System werden ausschließlich geländegängige Radfahrzeuge verwendet. Das TMM-System wurde 1964 in die Sowjetarmee eingeführt und ersetzte das KMM-System. Es wurde auch in andere Staaten des Warschauer Vertrages exportiert. Nachfolger ist das TMM-3-System.

## Technik
Das Schnellbrückensystem besteht aus vier Brückenverlegefahrzeugen auf dem Fahrgestell des KrAZ-214, welcher mit einem speziellen Mechanismus zum Entfalten und Auslegen eines Brückensegments ausgestattet ist. Vier solcher Fahrzeuge gehören zu einem kompletten Brückensatz. Die vollständig entfaltete Brücke hat eine Länge von 10,5 m, die Höhe der Abstützpfeiler kann zwischen 1,7 und 3,2 m eingestellt werden. Ist ein kompletter Satz aus vier 10,5-Meter-Einzelbrücken vollendet, so resultiert eine Gesamtbrückenlänge von 42 Metern. Der Aufbauvorgang dauert etwa 60 Minuten. Die Übersetzkonstruktion ist bis 60 Tonnen für Gleisketten- und Radfahrzeuge konzipiert.

## Technische Daten
|                                         | Fahrzeug                                | Kompletter Satz                         |
| --------------------------------------- | --------------------------------------- | --------------------------------------- |
| Besatzung                               | 3 Mann                                  | 12 Mann                                 |
| Brückenlänge                            | 10,5 m (ein Segment)                    | 42 m (vier Segmente)                    |
| Brückenbreite                           | 3,8 m                                   | 3,8 m                                   |
| Spurbreite                              | 1,5 m                                   | 1,5 m                                   |
| Tragfähigkeit der Brücke                | 60 Tonnen                               | 60 Tonnen                               |
| Höhe der Brücke                         | 1,7 m (minimal) bis 3,2 Meter (maximal) | 1,7 m (minimal) bis 3,2 Meter (maximal) |
| Zeit zum Verlegen                       | 15 min (ein Segment)                    | maximal 45 bis 60 min (vier Segmente)   |
| Maximale Geschwindigkeit auf der Brücke | 30 bis 35 km/h                          | 30 bis 35 km/h                          |

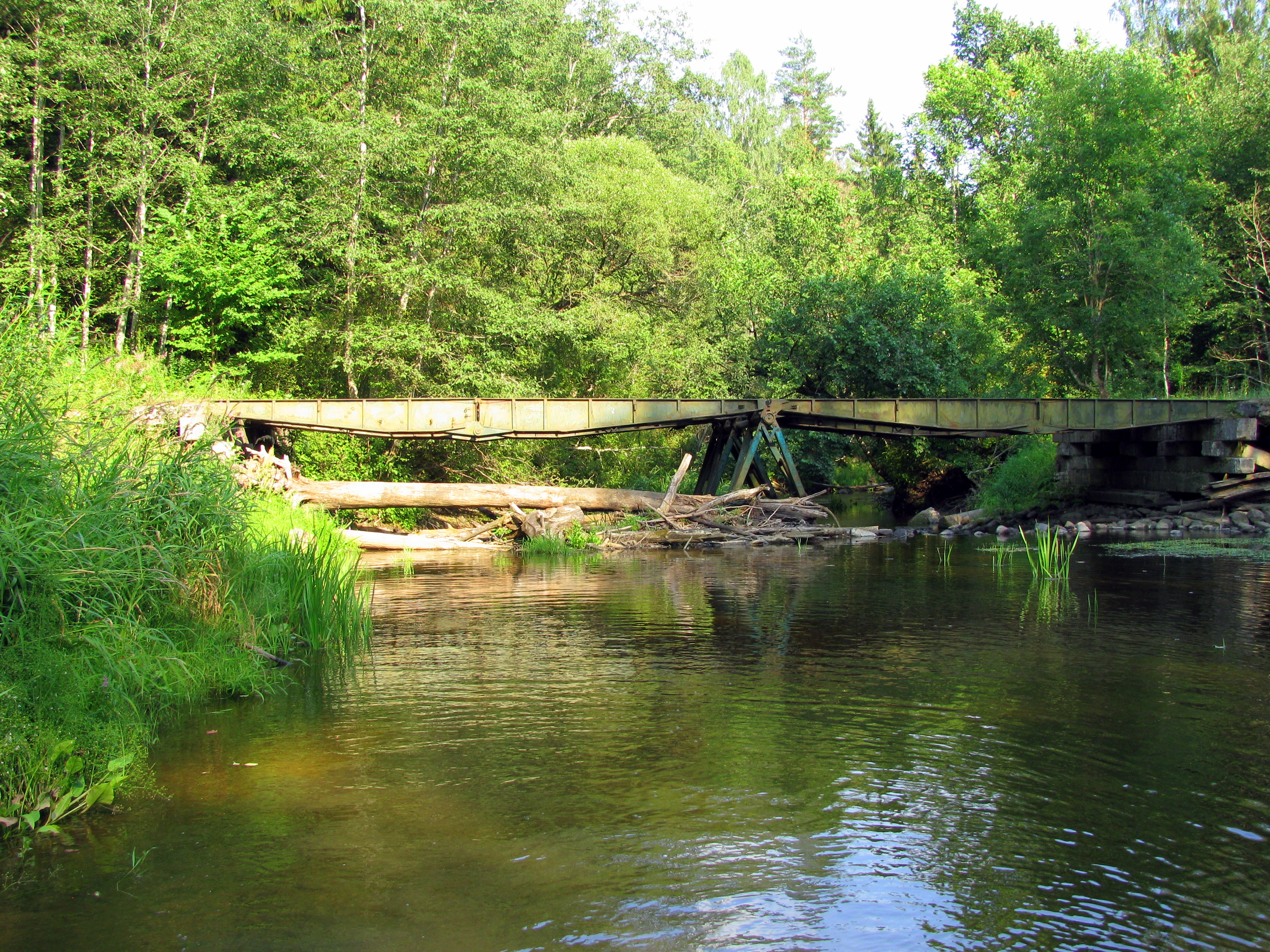
TMM-3-Brücke aus 2 Segmenten